# William Agee

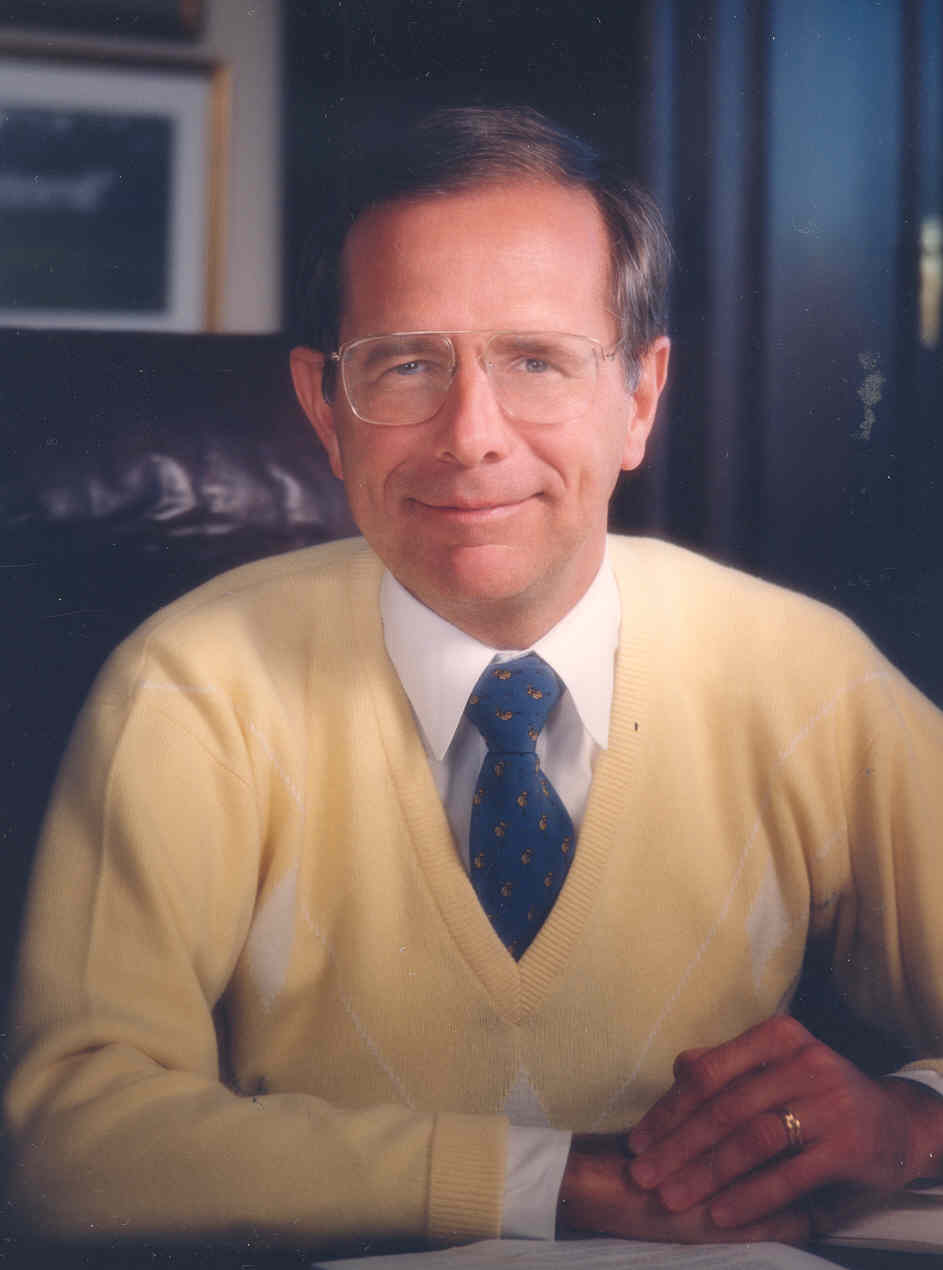
William Agee (1990)

William „Bill“ Agee (* 5. Januar 1938 in Boise, Idaho; † 20. Dezember 2017 in Seattle, Washington) war ein amerikanischer Manager.

## Leben
Agee wurde 1976 im Alter von 38 zum CEO der Bendix Corporation ernannt. Während der 1970er Jahre galt er als unorthodoxer Manager. Bei der feindlichen Übernahme von Martin Marietta durch die Bendix Corporation geriet diese selbst in die Unselbstständigkeit und wurde in die Allied Corp. eingegliedert. 1982 musste er wegen einer Affäre mit Mary Cunningham, die er anschließend heiratete, zurücktreten.
Von 1988 bis 1995 leitete er das Bauunternehmen Morrison-Knudsen aus seiner Heimatstadt Boise. Er übernahm die verbleibenden Werke von Pullman-Standard und stieg in die Produktion von Schienenfahrzeugen ein. 1995 wurde zunehmend klar, dass Morrison-Knudsen bei vielen Ausschreibungen zu knapp kalkuliert hatte, Agee musste zurücktreten. Aufgrund von Verlusten im Eisenbahngeschäft meldete das Unternehmen 1996 Insolvenz an und wurde von Dennis Washingtons Washington Construction Group übernommen.